# اما الینگسن
اما الینگسن (به انگلیسی: Emma Ellingsen) (زاده ۹ سپتامبر ۲۰۰۱) مدل نروژی است.
او یک زن ترنس است.